# Aberdeenshire East (circonscription du Parlement écossais)
Circonscription parlementaire du Parlement écossais
La circonscription d'Aberdeenshire East est une circonscription électorale écossaise crée en 2011.

## Liste des députés
| Élection | Député         | Parti | Parti |
| -------- | -------------- | ----- | ----- |
| 2011     | Alex Salmond   |       | SNP   |
| 2016     | Gillian Martin |       | SNP   |

## Résultats des deux candidats arrivés en tête
| Élection | Candidat arrivé 1er | Parti  | Parti | Score       | Candidat arrivé 2e | Parti        | Parti               | Score  |
| -------- | ------------------- | ------ | ----- | ----------- | ------------------ | ------------ | ------------------- | ------ |
| 2011     | Alex Salmond        |        | SNP   | 64,5 %      | Alison McInnes     |              | Libéraux-démocrates | 14,0 % |
| 2016     | Gillian Martin      | 45,8 % | SNP   | Colin Clark |                    | Conservateur | 29,0 %              |        |